# Sutra de los Grandes Tesoros Acumulados

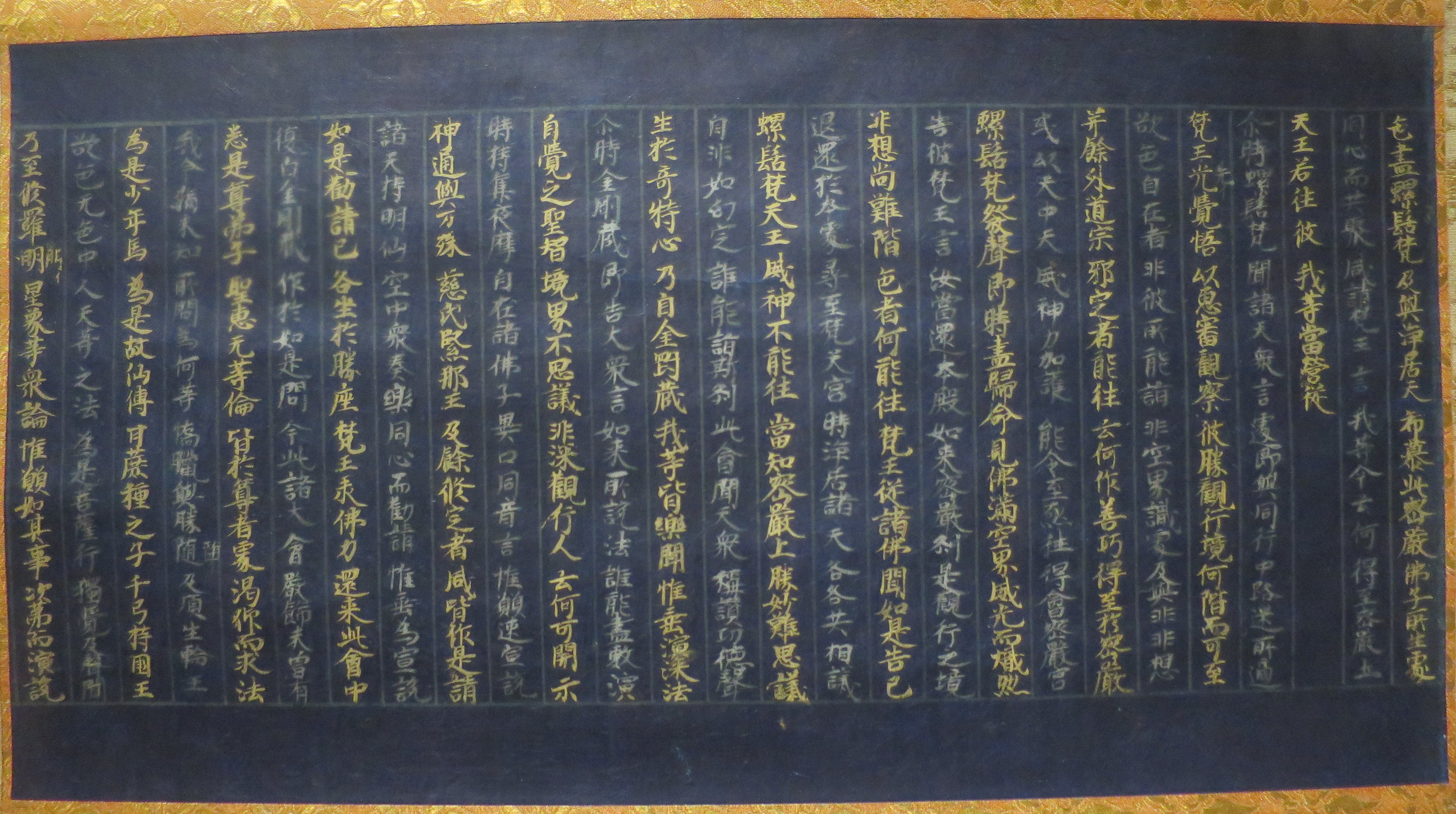
Sección del Tripitaka (Issai-kyo),, Instituto de Arte de Dayton

El Sutra de los Grandes Tesoros Acumulados (Chino Ta-pao-chi-ching; Japonés Daihoshaku-kyo), es un recopilatorio de 49 sutras menores de la tradición Mahāyāna, escritos en un solo trabajo de 77 capítulos en 120 volúmenes.

## Contexto histórico
Bajo la tutela de la corte imperial de la Dinastía Tang en China, Bodhiruchi comenzó la traducción y compilación de los sutras hacia el año 705 y la completó para el 713. Entre los 49 sutras pequeños a partir de los cuales compiló este Sutra, Bodhiruchi tradujo 26 de ellos. Los restantes 23 habían sido traducidos anteriormente por Kumarajiva y Dharmaraksha (conocido como el “Bodhisattva de Tun-huang”) entre otros.